# 魏律
魏律，亦称新律，三国时曹魏法律的总称，或专指魏明帝时所修的《新律》。
东汉末年，曹操定《甲子科》，其它沿用汉律。曹魏初年仍大体承用“秦汉旧律”。魏明帝即位后（226年），命司空陈群、散骑常侍劉劭、韩逊、庾嶷、荀詵等在删改《甲子科》和傍採汉律的基础上，比汉《九章律》增加九章，作新律十八篇。太和三年（229年）十月頒行，史称《魏律》。《晋书·刑法志》保存有《魏律·序略》，篇目有刑名、盗律、贼律、囚律、捕律、杂律、户律、劫掠律、诈伪律、毁亡律、告劾律、系讯断狱律、请赇律、兴擅律、乏留律、惊事律、偿赃律、免坐律。汉朝有八议制度，没有入律。刑名冠于律首，八议入律，是魏律的首创。